# Blackwyche
Blackwyche est un jeu vidéo d’action-aventure développé et publié par Ultimate Play the Game sur Commodore 64 en 1985. Il est le troisième volet de la série Pendragon, faisant suite à The Staff of Karnath et Entombed, créée par Dave et Bob Thomas. Dans le jeu, le joueur incarne Sir Arthur Pendragon, un aventurier piégé à bord d’un galion hanté et devant libérer l’âme de son capitaine. Les graphismes du jeu sont rendus en 3D isométrique et s’inspire notamment du HMS Victory et de la ville de Portsmouth. À sa sortie, le jeu reçoit un accueil mitigé, les critiques regrettant la trop grande similarité de celui-ci avec ses prédécesseurs. Il a tout de même bénéficié d’une suite, Dragon Skulle, publié un peu plus tard en 1985.

## Accueil
| Blackwyche               |      |       |
| Média                    | Pays | Notes |
| Your Commodore           | US   | 68 %  |
| Zzap!64                  | US   | 53%   |
| Commodore User           | US   | 85%   |
| Computer and Video Games | US   | 95%   |
| Computer Gamer           | US   | 50%   |